# Bersillies
Bersillies ist eine französische Gemeinde im Département Nord in der Region Hauts-de-France. Sie gehört zum Kanton Maubeuge (bis 2015 Kanton Maubeuge-Nord) im Arrondissement Avesnes-sur-Helpe. Sie grenzt im Nordwesten an Bettignies, im Nordosten an Villers-Sire-Nicole, im Südosten an Élesmes und im Südwesten an Mairieux.

## Geografie
Die Gemeinde Bersillies liegt drei Kilometer nördlich von Maubeuge und drei Kilometer südlich der Grenze zu Belgien. Umgeben wird Bersillies von den Nachbargemeinden  Villers-Sire-Nicole im Nordosten, Vieux-Reng im Osten, Élesmes im Südosten und Süden, Mairieux im Südwesten sowie Bettignies im Nordwesten.

## Geschichte
Der Ort soll schon früh in den Besitz des Klosters Maubeuge gekommen sein. Er trat ins Licht der Geschichte, als 858 der karolingische König Lothar II. hier verschiedene Güter verlieh. Eine Kapelle, möglicherweise auch karolingischen Ursprungs, wurde 1186 als Pfarrei (paroisse) des Dekanats Maubeuge genannt. 1554 soll der Ort von durchziehenden Truppen des Königs Heinrich II. verwüstet worden sein.

### Bevölkerungsentwicklung
| Jahr                       | 1962 | 1968 | 1975 | 1982 | 1990 | 1999 | 2008 | 2013 | 2020 |
| Einwohner                  | 198  | 173  | 193  | 246  | 272  | 275  | 273  | 254  | 256  |
| Quellen: Cassini und INSEE |      |      |      |      |      |      |      |      |      |

## Sehenswürdigkeiten

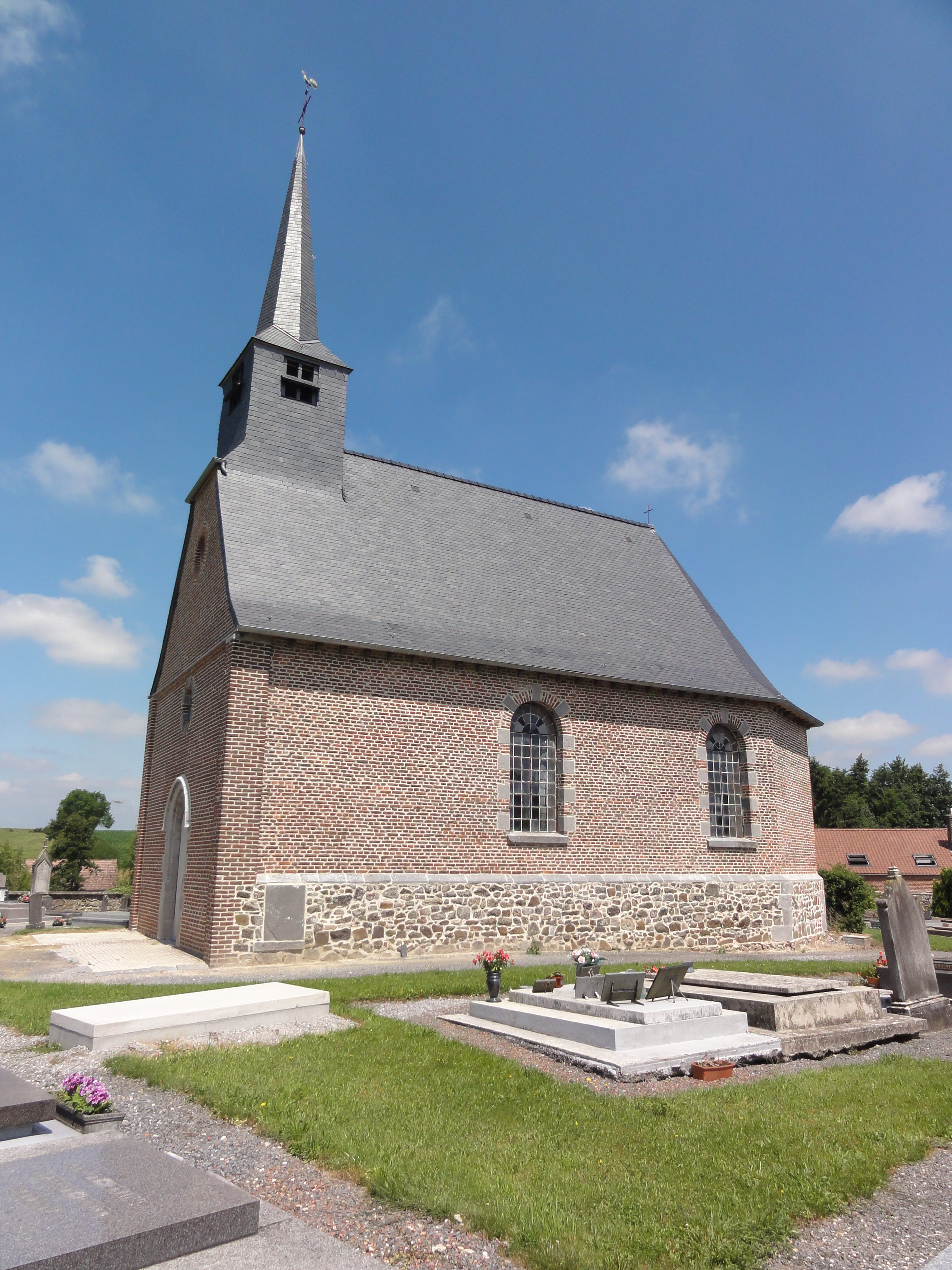
Kirche Sainte-Aldegonde
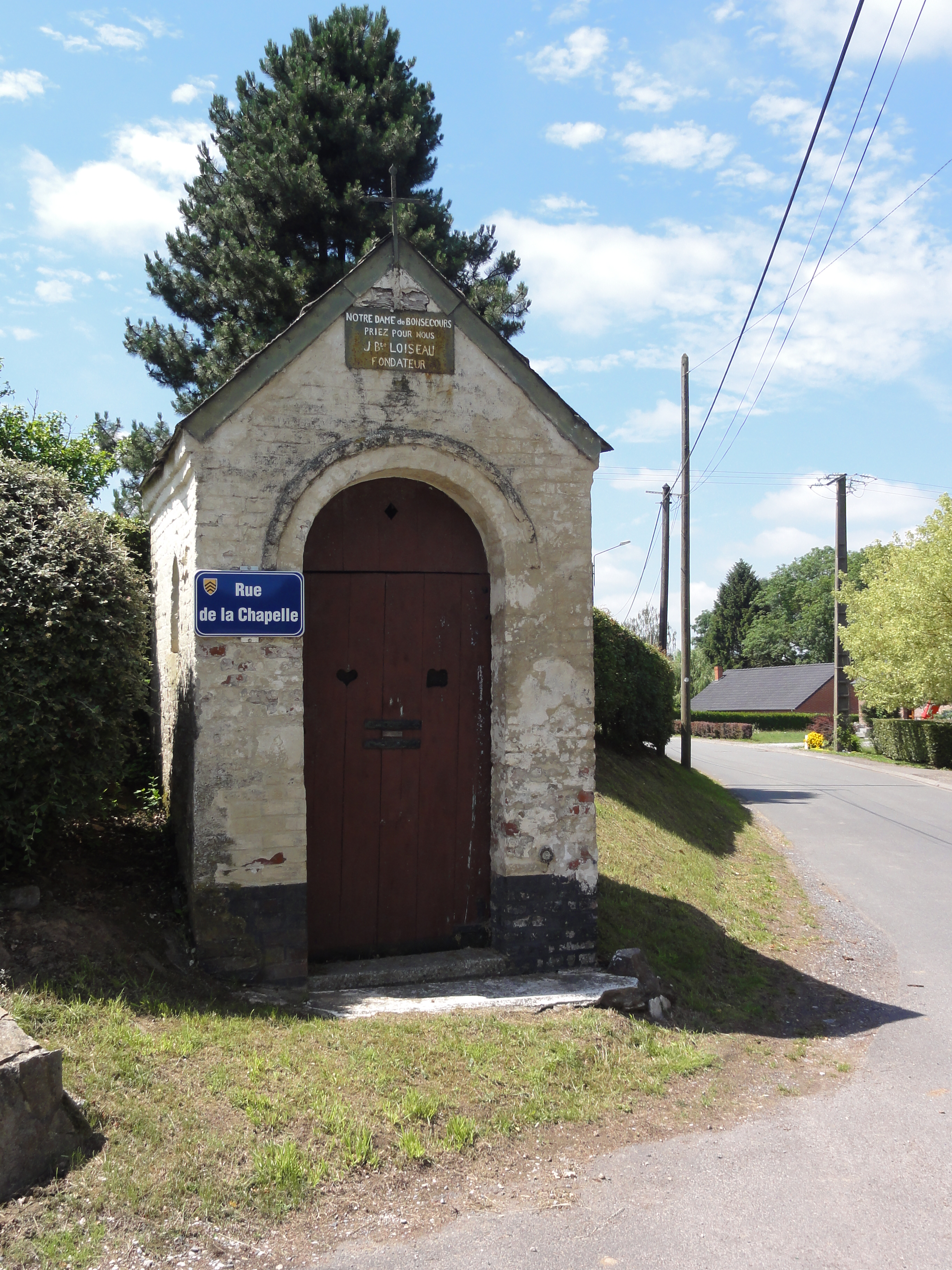
Kapelle Notre-Dame-de-Bon-Secours
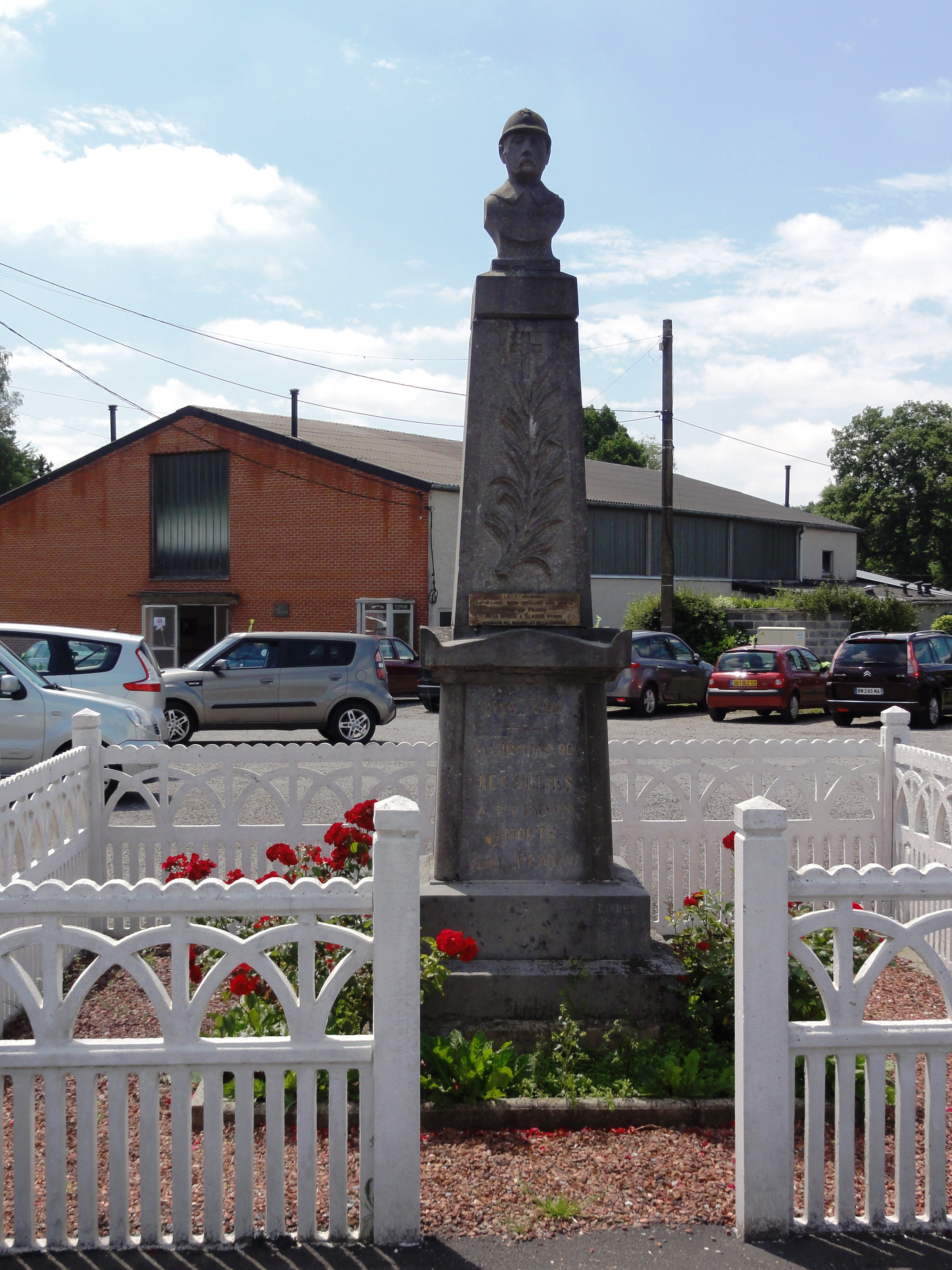
Gefallenendenkmal
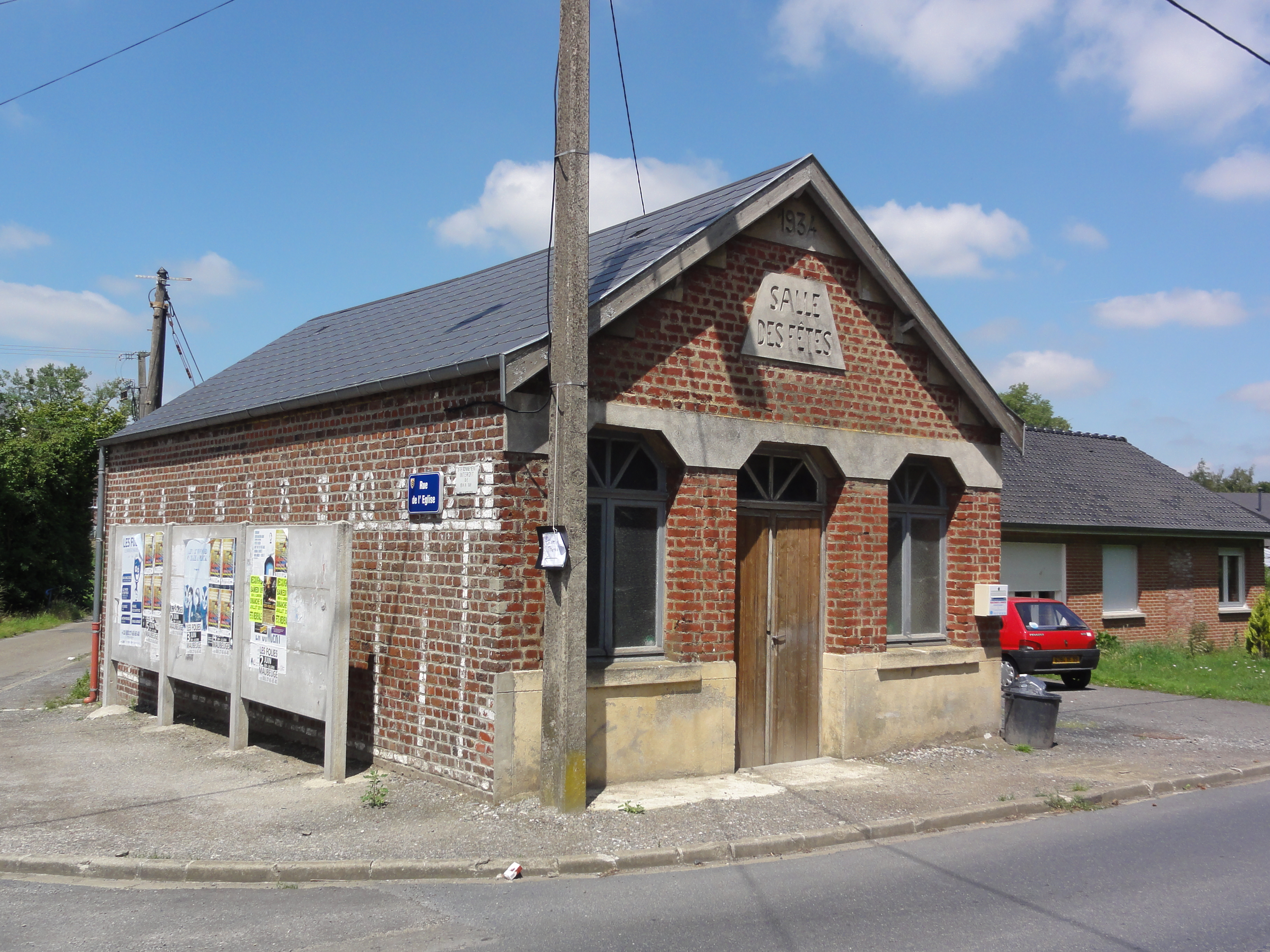
Gemeindefesthalle

## Persönlichkeiten
- Camille Lou (* 1992), Schauspielerin und Sängerin